# Wapen van Sas van Gent
Het wapen van Sas van Gent werd op 31 juli 1817 officieel aan de Zeeuwse gemeente Sas van Gent toegekend. Het wapen werd in 1971 wegens een gemeentelijke fusie van een jaar eerder gewijzigd. Sinds 2003 is het niet langer in gebruik omdat de gemeente dat jaar opging in de gemeente Terneuzen.

## Geschiedenis
Het gebruikte wapen was een sprekend wapen: sas betekent sluis, waardoor het wapen dus stond voor: sluis van Gent. In het begin, rond de 17e eeuw, was het wapen in tegengestelde kleuren van het wapen van Gent. Gent voerde toen een zwart schild met een zilveren leeuw, daarmee was het schild van Sas van Gent een zilveren schild met een zwarte leeuw. Later werd de leeuw vervangen door een Generaliteitsleeuw van de Staten Generaal, die was rood van kleur in plaats van zwart.

## Blazoenering
Door de gemeentelijke fusie heeft Sas van Gent twee officiële wapens gehad. Van het eerste wapen werd de blazoenering licht aangepast en diende als tweede wapen.

### Eerste wapen
Het eerste wapen van de gemeente werd op 31 juli 1817 aan de gemeente toegekend, met de volgende omschrijving:
In zilver een rode leeuw, houdend in de rechtervoorpoot een zwaard en in de linkervoorpoot een bos pijlen, alles van goud, en staande op een rode sluisdeur met een schildvoet van groen. Het schild gedekt door een gouden kroon met 5 bladeren.
Het schild is van zilver met een groene schildvoet, op het zilveren deel een rode leeuw. De leeuw houdt in zijn rechtervoorpoot een gouden zwaard en in zijn linkervoorpoot een gouden bos pijlen. De leeuw staat op een rode sluisdeur. Op het schild een gouden markiezenkroon met 5 bladeren.

### Tweede wapen
Naar aanleiding van de gemeentelijke fusie werd op 2 april 1971 een nieuw wapen aan de nieuwe gemeente Sas van Gent toegekend. De blazoenering van dit wapen luidde als volgt:
In zilver een sluis met 2 deuren van keel, oprijzend uit een golvende schildvoet van azuur, op de sluis een leeuw van keel, getongd van azuur, houdende in zijn rechtervoorklauw een zwaard en in zijn linker een bundel van 7 pijlen, de punten omlaag, alles van azuur. Het schild gedekt door een gouden kroon met 5 bladeren.
Het wapen is vrijwel gelijk aan het vorige: het schild is van zilver, de leeuw is rood evenals de sluisdeuren waar hij op staat. Verschil bij de leeuw is dat hij ditmaal een blauwe tong heeft. De kleur van het zwaard is ditmaal blauw in plaats van goud, het aantal pijlen op zeven is gesteld en ook deze zijn blauw van kleur. De groene kleur van de schildvoet werd blauw en golvend. De kroon is gelijk aan die van het oude wapen. 